# Ć

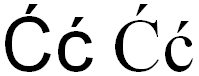
Ilustrace.

Ć (minuskule ć) je písmeno latinky. Nazývá se C s čárkou. Používá se v polštině, dolnolužické a hornolužické srbštině, vilamovštině, srbštině, chorvatštině, bosenštině a při přepisu textu z cyrilice do latinky (makedonština). Byl původně vymyšlen pro potřeby zápisu polštiny, ale v průběhu 19. století se rozšířil do abeced jihoslovanských národů.
V polštině a jihoslovanských jazycích je vyslovuje jako měkké – „patlavé“ C, čili něco na způsob „změkčeného T“. IPA: [t͡ɕ]. Ve vilamovštině znamená [t͡ʃ] (české č). Srbština zapisuje tuto hlásku znakem „Ћ“, makedonština „Ќ“. Pokud tuto hlásku (třeba při přepisu) potřebuje znázornit nějaký jiný národ používající cyrilici, učiní tak pomocí kombinace „ЧЬ“ – Č a měkký znak.

## Zápis v Unicode
U+0106 – Ć 
U+0107 – ć